# Bezrucikî (Mîkilske), Poltava
Bezrucikî (în ucraineană Безручки) este un sat în comuna Mîkilske din raionul Poltava, regiunea Poltava, Ucraina.

## Demografie
Componența lingvistică a localității Bezrucikî
     Ucraineană (99,76%)
     Alte limbi (0,24%)
Conform recensământului din 2001, majoritatea populației localității Bezrucikî era vorbitoare de ucraineană (99,76%), existând în minoritate și vorbitori de alte limbi.